# Killers Walk Among Us
Killers Walk Among Us var ett post-popband från Göteborg. De släppte en EP, Bonjour Tristesse / Denial Is Not Just A River (2013) och ett fullängdsalbum, Killers Walk Among Us (2014). Bandet uppmärksammades främst i samband med att bandets sångare Stefan Holmberg tog sitt liv den 3 januari 2014, kort efter att debutalbumet färdigställts. I april samma år arrangerades release- och hyllningsfesten Musiken ska segra på Pustervik, där flera vänner till bandet uppträdde. 

## Diskografi
- Bonjour Tristesse / Denial Is Not Just A River

1. Bonjour Tristesse
2. Denial Is Not Just A River

- Killers Walk Among Us

1. Bonjour Tristesse
2. Quittier Happier
3. Sense & Sensibility
4. Denial Is Not Just A River
5. Silence Is Golden
6. Från Ramberget ser jag allt som någonsin hänt oss här
7. We Will All Die
8. It's Not Fair to Compare
9. The Worse Is Over